# Metoda rozcieńczeń izotopowych
Metoda rozcieńczeń izotopowych – technika chemicznej analizy ilościowej polegająca na dodawaniu do próbki znanej ilości wskaźnika izotopowego tożsamego chemicznie z oznaczanym analitem, a następnie pobranie niewielkiej części próbki i oznaczenie w niej stosunku wskaźnika do analitu. Ponieważ pozostaje on taki sam w całości próbki, jak i w pobranej części, można na jego podstawie obliczyć całkowitą ilość analitu w próbce.
Ilość analizowanego składnika oblicza się z wzoru:
{\displaystyle m_{x}=m_{\text{izo}}\cdot {\frac {m'_{\text{x}}-m'_{\text{izo}}}{m'_{\text{izo}}}},}
gdzie:
{\displaystyle m_{x}} – masa oznaczanego analitu,
{\displaystyle m_{\text{izo}}} – masa dodanego wskaźnika izotopowego do próbki,
{\displaystyle m'_{x}} – masa analitu oznaczona w pobranej części,
{\displaystyle m'_{\text{izo}}} – masa wskaźnika izotopowego w pobranej części.
Zaletą tej metody jest brak konieczności ilościowego wydzielenia oznaczanego składnika, co w analizie śladowej jest trudne ze względu na zakłócenia spowodowane przez współstrącanie, adsorpcję na powierzchni, tworzenie się roztworów przesyconych itp. Przykładowym zastosowaniem, gdzie nie można wyodrębnić całego analitu, może być wyznaczanie objętości krwi w organizmie.
Warunkiem zastosowania tej techniki jest dostatecznie długi okres połowicznego rozpadu radionuklidu, tak by całkowita aktywność preparatu praktycznie nie ulegała zmianie w czasie oznaczenia (t oznaczenia < 0,1·T1/2 znacznika). Konieczne jest także dobre wymieszanie, do uzyskania jednorodnego rozprowadzenia znacznika w próbce.
Oprócz radionuklidów stosuje się izotopy trwałe, pod warunkiem że występują w pierwiastku pochodzenia naturalnego w bardzo małych ilościach, jak np. 13C, 18O, 36S. Ich zawartość oznacza się za pomocą spektrometrii masowej.

## Ilustracja metody
Do stawu zawierającego nieznaną ilość ryb wrzucono 10 radioaktywnych świecących ryb. Następnie złowiono 20 ryb. Wśród nich 1 była świecąca. Stosunek zwykłych do radioaktywnych ryb wyniósł 19:1. Zakładając taki sam stosunek ryb w stawie i znając liczbę wrzuconych radioaktywnych ryb można obliczyć całkowitą ilość zwykłych ryb w stawie przed połowem, czyli 10·(19:1) = 190.
Założenie o takich samych stosunkach liczb analizowanych indywiduów analitu (zwykłych ryb) i wzorca (świecących ryb) w pobranej części (złowionych rybach) i próbce (stawie) jest słuszne w przypadku związków chemicznych ze względu na wielką liczbę cząsteczek w próbce.